# 리바 TNT2
리바 TNT2(RIVA TNT2)는 1999년 초 엔비디아에서 제조한 그래픽 처리 장치이다. 이 칩은 엔비디아의 5번째 그래픽 칩 설계이며, RIVA TNT (NV4)의 후속작이므로 "NV5"라는 코드명이 붙었다. RIVA는 Real-time Interactive Video and Animation accelerator의 약자이다. "TNT" 접미사는 칩이 두 개의 텍셀을 동시에 처리할 수 있는 능력(TwiN Texel)을 의미한다. 엔비디아는 이 칩이 출시된 이후 RIVA라는 이름을 제거했다.

## 개요

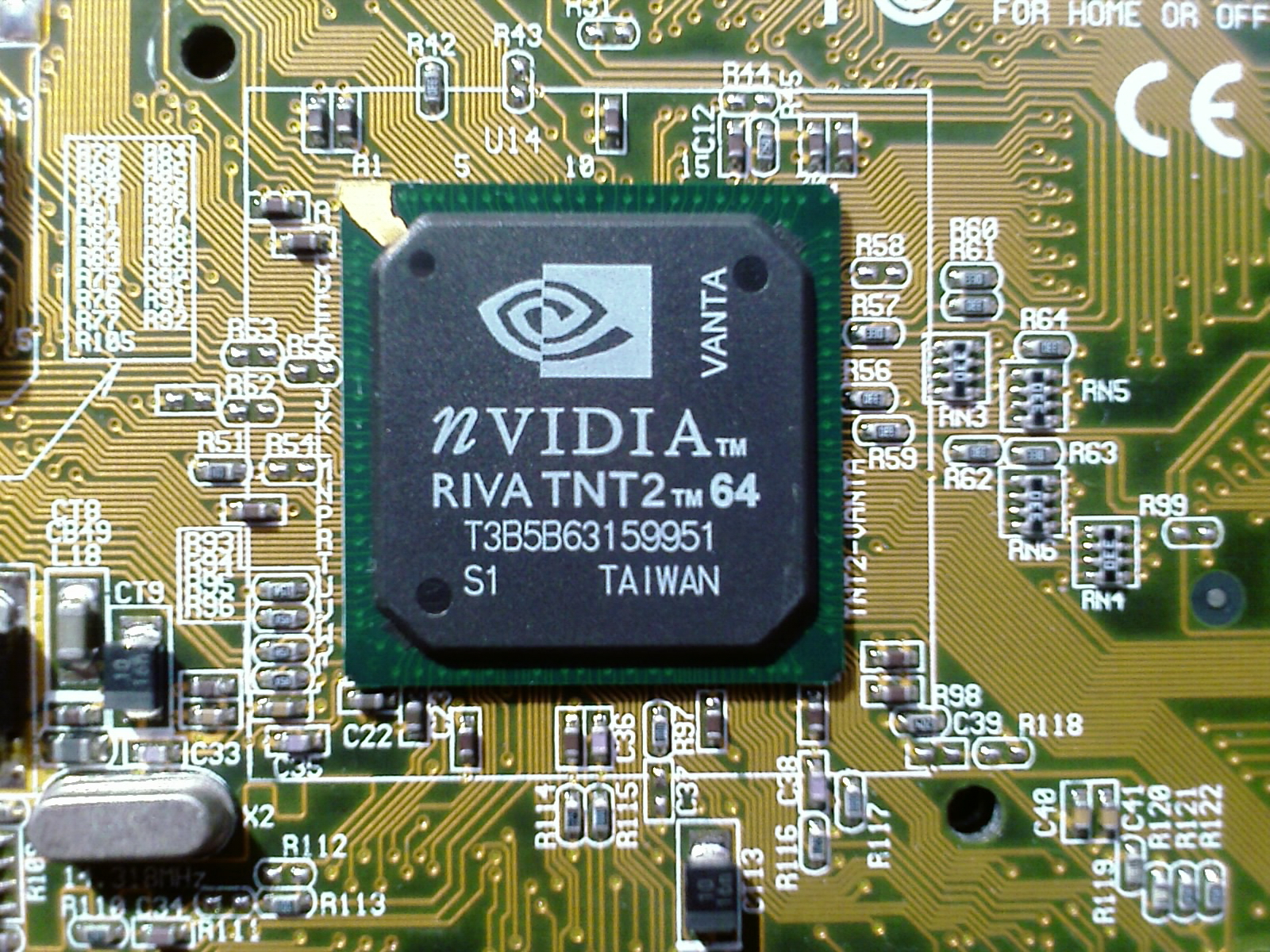
RIVA TNT2 VANTA GPU

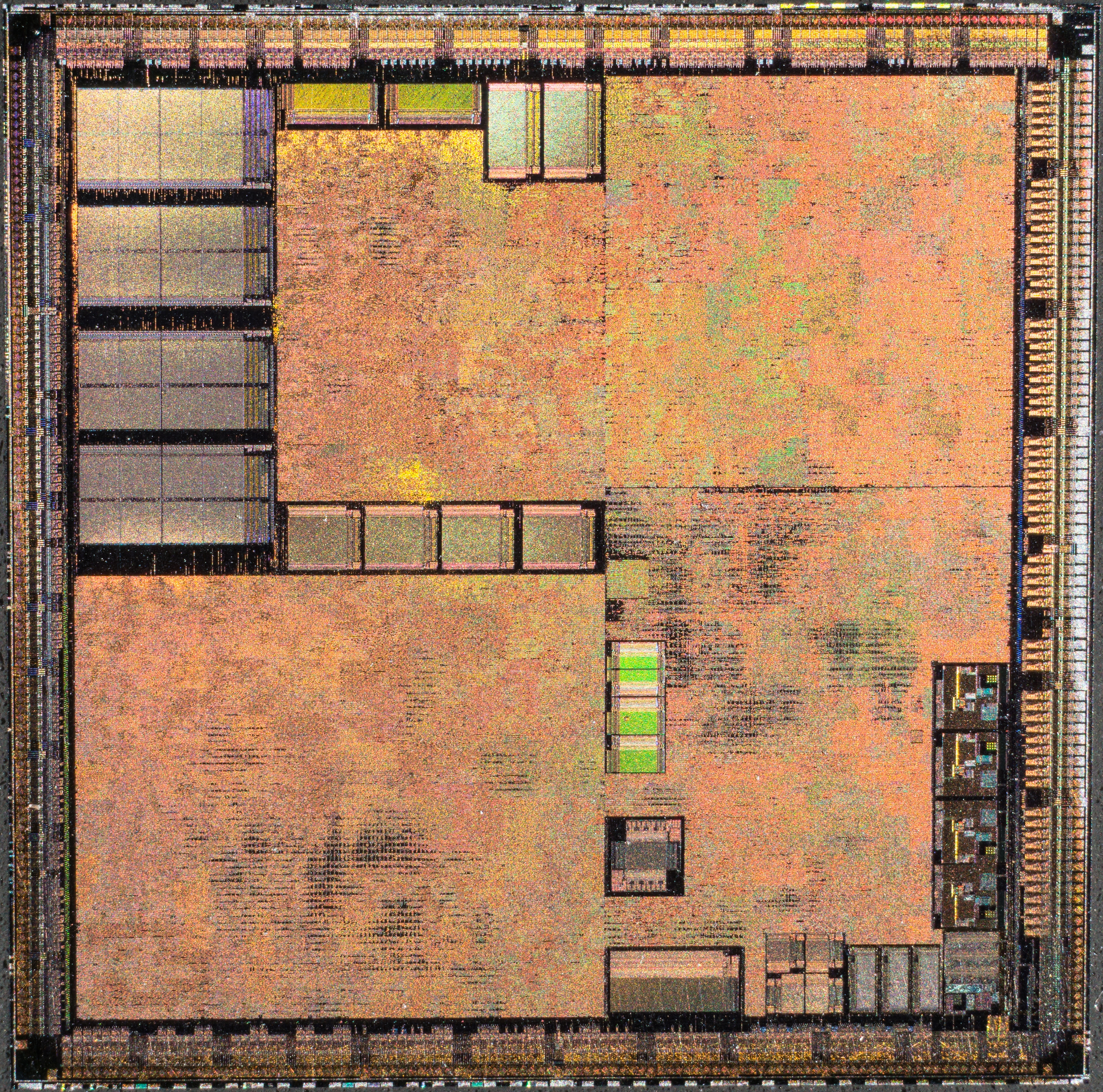
RIVA TNT2 GPU의 다이 쇼트

TNT2 코어는 RIVA TNT와 동일한 기본 듀얼 파이프라인 레이아웃을 특징으로 하지만, 더 큰 2048x2048 텍스처 지원, 32비트 Z-버퍼/스텐실 지원, AGP 4X 지원, 최대 32MB의 VRAM, 그리고 0.35 μm에서 0.25 μm로 공정 축소와 같은 몇 가지 업데이트가 있었다. 클럭 속도 향상(90MHz에서 150+MHz로)은 공정 축소로 인해 가능했으며, 여기서 상당한 성능 향상이 이루어졌다.
저가형 버전인 TNT2 M64는 메모리 인터페이스가 128비트에서 64비트로 줄어들어 생산되었다. 때때로 이들은 Vanta라고 표기되었는데, 이는 가치 지향적인 RIVA TNT 기반 제품에서 시작된 Vanta 이름을 이어나가는 것이었다. 이 칩셋은 기존의 RIVA TNT보다 성능이 우수하면서도 생산 비용이 저렴했다. 대부분의 소비자들이 모든 TNT2 카드가 동일하다고 단순히 가정했기 때문에, 이들은 OEM 시장에서 상당히 인기를 얻었다.

## 제품 비교

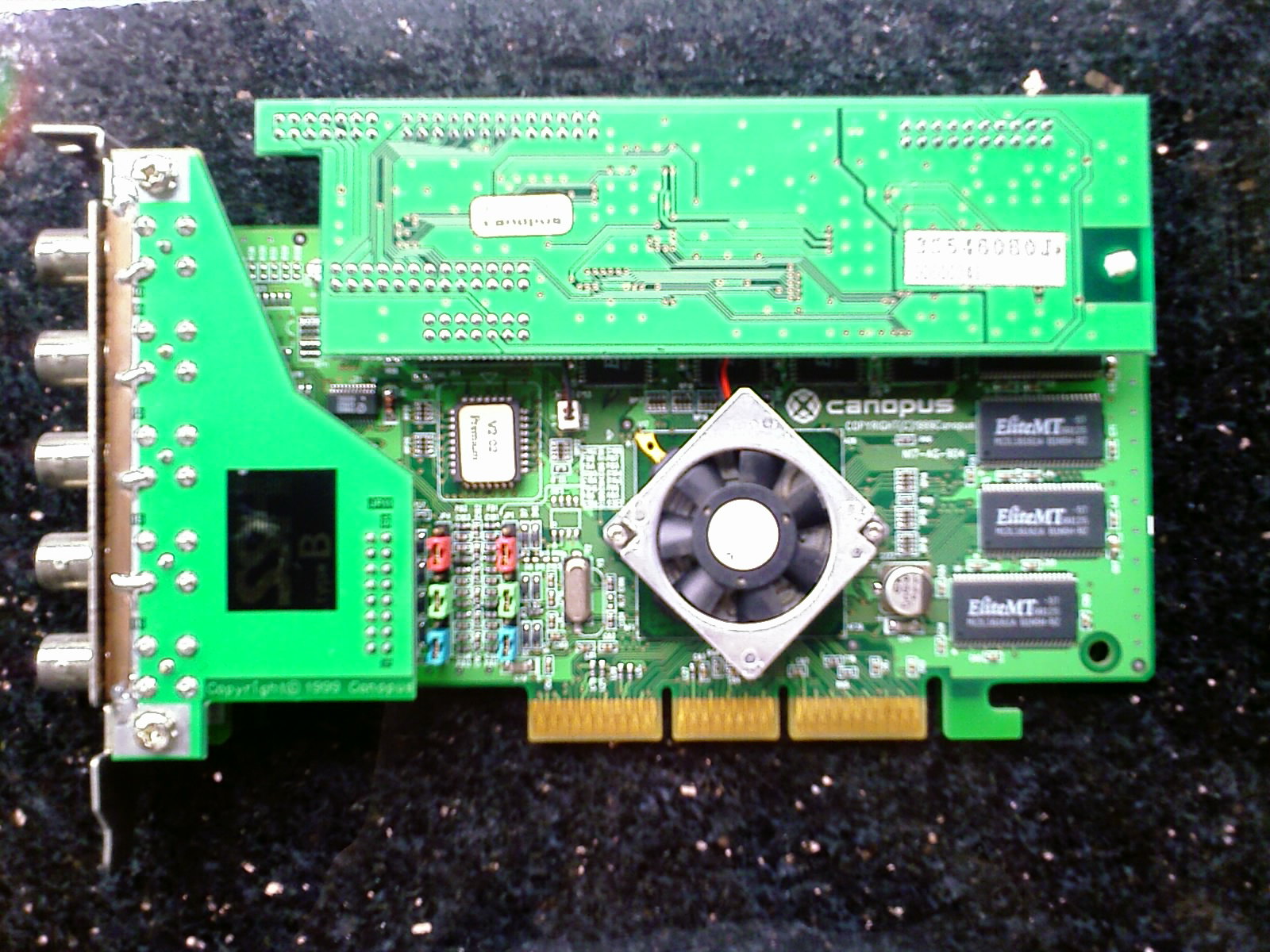
캐노푸스 RIVA TNT2 울트라

RIVA TNT2의 경쟁 제품으로는 3dfx 부두2, 3dfx 부두3, 매트록스 G400, 그리고 ATI 레이지 128이 있었다. TNT2의 주요 경쟁 상대는 부두3였는데, TNT2와 비교했을 때 부두3는 3D에서 32비트 컬러 출력이 부족했다. 이것이 TNT2의 차별점이었고, 부두3는 우수한 속도와 게임 호환성을 전제로 마케팅되었다. 당시에는 3dfx Glide API가 여전히 인기가 많았으며, Direct3D 및 OpenGL과 같은 비벤더 종속 API보다 빠르고 더 나은 이미지 품질을 제공하는 경우가 많았다. 일부 게임은 글라이드를 사용할 때 독점적인 3D 기능을 제공하기도 했는데, 여기에는 윙 커맨더: 프로페시가 포함되었으며, 인기 게임인 언리얼은 Direct3D와 관련하여 개발에 어려움을 겪었으며 이 모드에서 세부 정보 누락과 같은 문제로 시달렸다.
부두3 카드는 32비트 정밀도로 내부 렌더링을 수행한다. 이것은 16비트 프레임 버퍼를 위해 디더링되며, 이후 RAMDAC의 2x2 박스 필터를 통해 후처리되어 마케팅에서는 "22비트 등가" 출력으로 불렀다. 이는 TNT2의 16비트 출력보다 훨씬 적은 디더링을 초래하지만, 실제 32비트 출력과 동일하지는 않다. 효과의 후처리 특성 때문에 프레임 버퍼 캡처에는 표시되지 않아, 당시 많은 게임에서 부두3의 16비트 품질이 실제로는 TNT2의 32비트 품질에 더 가까웠음에도 불구하고 TNT2의 16비트 품질과 부두3를 동일시하는 잘못된 주장을 낳았다. 그러나 게임에서 알파 블렌딩과 멀티패스 효과의 사용이 늘어나면서 32비트 렌더링은 훨씬 더 중요해졌다.

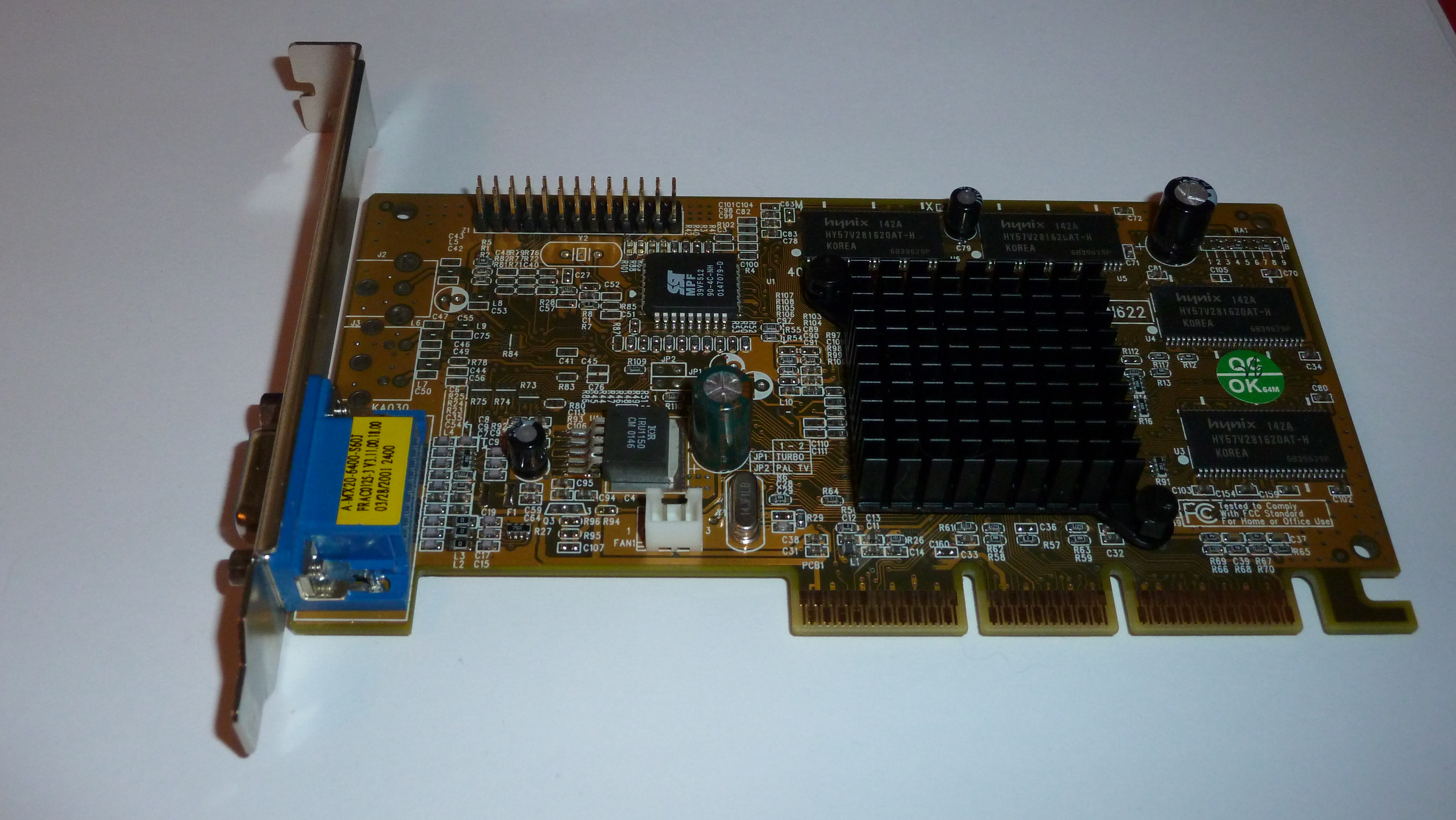
체인텍 A-MX20 엔비디아 TNT2 (c. 2001)

부두3와 TNT2는 부두3가 단일 듀얼 텍스처링 파이프라인(1x2)을 가지고 있는 반면, TNT2는 두 개의 단일 텍스처링 파이프라인(2x1)을 가지고 있다는 점에서도 차이가 있다. 이는 한 번에 폴리곤 면에 단일 텍스처만 적용하는 게임에서 TNT2가 더 효율적이고 빠를 수 있다는 것을 의미한다. 그러나 TNT2가 출시되었을 때, 대부분의 새로운 게임에서는 더 이상 단일 텍스처링이 사용되지 않았다.
많은 하드웨어 리뷰 사이트에서 지적한 한 가지 사실은 TNT2가 SLI 모드에서 실행되는 두 개의 3dfx 부두2에 의해 여전히 성능이 뒤쳐질 수 있다는 것이었다. Glide API를 지원하는 게임에서 부두2 SLI 설정은 TNT2보다 지속적으로 더 빠르고 더 나은 이미지 품질을 제공할 수 있었다. 부두2 카드는 1년 이상 된 제품이었지만, 결합했을 때 당시의 엔비디아 기술보다 여전히 뛰어난 성능을 보였다.

## 변종

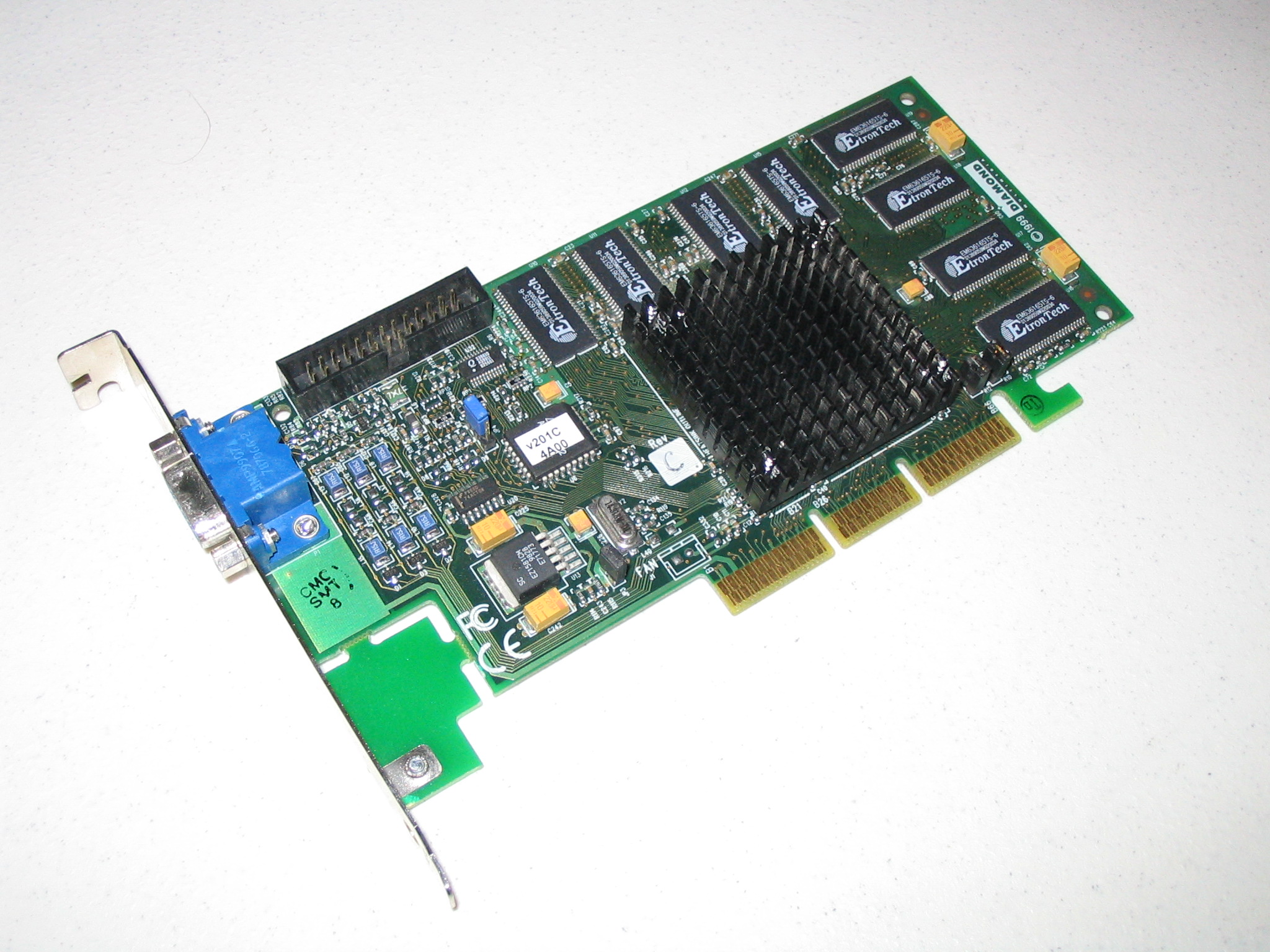
다이아몬드 멀티미디어 바이퍼 V770 AGP, 32MB 비디오 메모리

하이엔드 PC 회사인 팔콘 노스웨스트와 국제 비디오 카드 제조업체인 길르모는 한때 협력하여 팔콘 노스웨스트 스페셜 에디션 맥시 게이머 센토르 32 SE를 만들었다. 이 카드는 TNT2 울트라 카드로서 기록적인 195MHz 코어 클럭과 인상적인 235MHz 램 클럭으로 작동하도록 설계되었다. 이는 출시된 TNT2 모델 중 단연코 가장 높은 클럭이었다. 이 카드는 당시로서는 매우 낮은 지연 시간의 4.3 ns SDRAM을 사용하여 높은 램 클럭 속도를 달성했다. 일반 맥시 게이머 센토르 32는 코어 클럭 175MHz, 메모리 클럭은 보드에 장착된 램 칩에 따라 183MHz 또는 195MHz였다.
크리에이티브 3D 블래스터 TNT2 울트라는 표준 150MHz 코어 클럭과 183MHz 램 클럭으로 출시되었다. 그러나 크리에이티브는 사용자가 3dfx의 Glide를 사용하는 소프트웨어를 실행할 수 있도록 하는 독특한 소프트웨어 패키지를 포함했다. 유니파이드(Unified)라는 이 래퍼는 실제 3dfx 하드웨어만큼 Glide 게임과 호환성이 좋지 않았지만, 3dfx 카드 외에 Glide 소프트웨어를 실행할 수 있는 유일한 카드이기도 했다. 이 Glide 래퍼는 매우 느리고 문제가 많았으며 상당히 불안정했다. 래퍼의 주요 용도는 Glide 3D 가속기만 지원하는 게임의 3D 가속을 허용하는 것이었다.
허큘리스는 다이너마이트 TNT2 울트라에 재고품보다 빠른 부품을 장착했다. 이 카드는 175MHz 코어 클럭과 200MHz 메모리를 갖추고 있었다. 그러나 이 카드에는 TV 출력이 없었다.
ELSA의 에이저 III는 비-울트라 TNT2 속도로 클럭되었지만 "3D 리벨레이터" 셔터 글라스를 포함했다. 이 안경은 게임이 화면에서 튀어나오는 것처럼 보이게 했고, Direct3D와 일부 OpenGL 타이틀에서 모두 작동했다.

## 알라딘 TNT2 칩셋
ALi는 RIVA TNT2 코어를 마더보드 칩셋 알라딘 TNT2에 통합했다. 그래픽 코어가 포함된 노스브리지 ALi M1631은 일반적으로 M1535D 사우스브리지와 쌍을 이루었으며 저가형 소켓 370 마더보드를 위해 준비되었다. 알라딘 TNT2는 로컬 프레임 버퍼(4-32MB)와 통합 메모리 모드를 모두 지원한다. 프레임 버퍼 메모리는 150MHz로 작동했으며 64비트 버스를 사용했다. 이 칩셋에는 별도의 그래픽 카드를 위한 외부 AGP 4x 포트가 없었다. 통합 로컬 프레임 버퍼를 통해 TNT2 코어는 별도의 TNT2 M64 AGP 카드와 유사한 속도를 제공했다.
아수스와 같은 주요 마더보드 제조업체는 알라딘 TNT2와 로컬 메모리를 갖춘 보드를 준비했다. 그러나 이 솔루션은 주로 별도의 메모리가 없는 저가형 및 저품질 보드에서 알려졌다. PC-CHIPS M754LMR과 같은 보드(칩셋이 PC133 GfX Pro로 재표기됨)는 낮은 속도와 낮은 안정성으로 유명했다. TNT2 그래픽 속도는 로컬 프레임 버퍼의 부재와 주 메모리로의 느린 접근으로 인해 저하되었다.

## 칩셋 표
| 모델            | 출시             | 암호명 | 제조 공정 (nm) | 트랜지스터 (백만 개) | 다이 크기 (mm2) | 버스 인터페이스 | 코어 클럭 (MHz) | 메모리 클럭 (MHz) | 코어 구성 | 필레이트      | 필레이트  | 필레이트  | 필레이트    | 메모리    | 메모리        | 메모리    | 메모리         | TDP (와트) | 최신 API 지원 | 최신 API 지원 |
| 모델            | 출시             | 암호명 | 제조 공정 (nm) | 트랜지스터 (백만 개) | 다이 크기 (mm2) | 버스 인터페이스 | 코어 클럭 (MHz) | 메모리 클럭 (MHz) | 코어 구성 | MOperations/s | MPixels/s | MTexels/s | MVertices/s | 크기 (MB) | 대역폭 (GB/s) | 버스 종류 | 버스 폭 (비트) | TDP (와트) | Direct3D      | OpenGL        |
| --------------- | ---------------- | ------ | -------------- | -------------------- | --------------- | --------------- | --------------- | ----------------- | --------- | ------------- | --------- | --------- | ----------- | --------- | ------------- | --------- | -------------- | ---------- | ------------- | ------------- |
| Riva TNT2 M64   | 1999년 10월      | NV6    | TSMC 250 nm    |                      |                 | AGP 4x, PCI     | 125             | 150               | 2:2:2     | 250           | 250       | 250       | 0           | 8 16 32   | 1.2           | SDR       | 64             | ?          | 6.0           | 1.2           |
| Riva TNT2       | 1999년 3월 15일  | NV5    | TSMC 250 nm    | 15                   | 90              | AGP 4x, PCI     | 125             | 150               | 2:2:2     | 250           | 250       | 250       | 0           | 16 32     | 2.4           | SDR       | 128            | ?          | 6.0           | 1.2           |
| Riva TNT2 Pro   | 1999년 10월 12일 | NV5    | TSMC 220 nm    | 15                   | 90              | AGP 4x, PCI     | 143             | 166               | 2:2:2     | 286           | 286       | 286       | 0           | 16 32     | 2.656         | SDR       | 128            | ?          | 6.0           | 1.2           |
| Riva TNT2 Ultra | 1999년 3월 15일  | NV5    | TSMC 250 nm    | 15                   | 90              | AGP 4x, PCI     | 150             | 183               | 2:2:2     | 300           | 300       | 300       | 0           | 16 32     | 2.928         | SDR       | 128            | ?          | 6.0           | 1.2           |

1. ↑  픽셀 파이프라인: 텍스처 매핑 유닛: 렌더 출력 장치

## 경쟁 칩셋
- 3dfx 부두2
- 3dfx 부두3
- 매트록스 G400
- ATI 레이지 128
- S3 그래픽스 새비지4